# Nokia Lumia 720

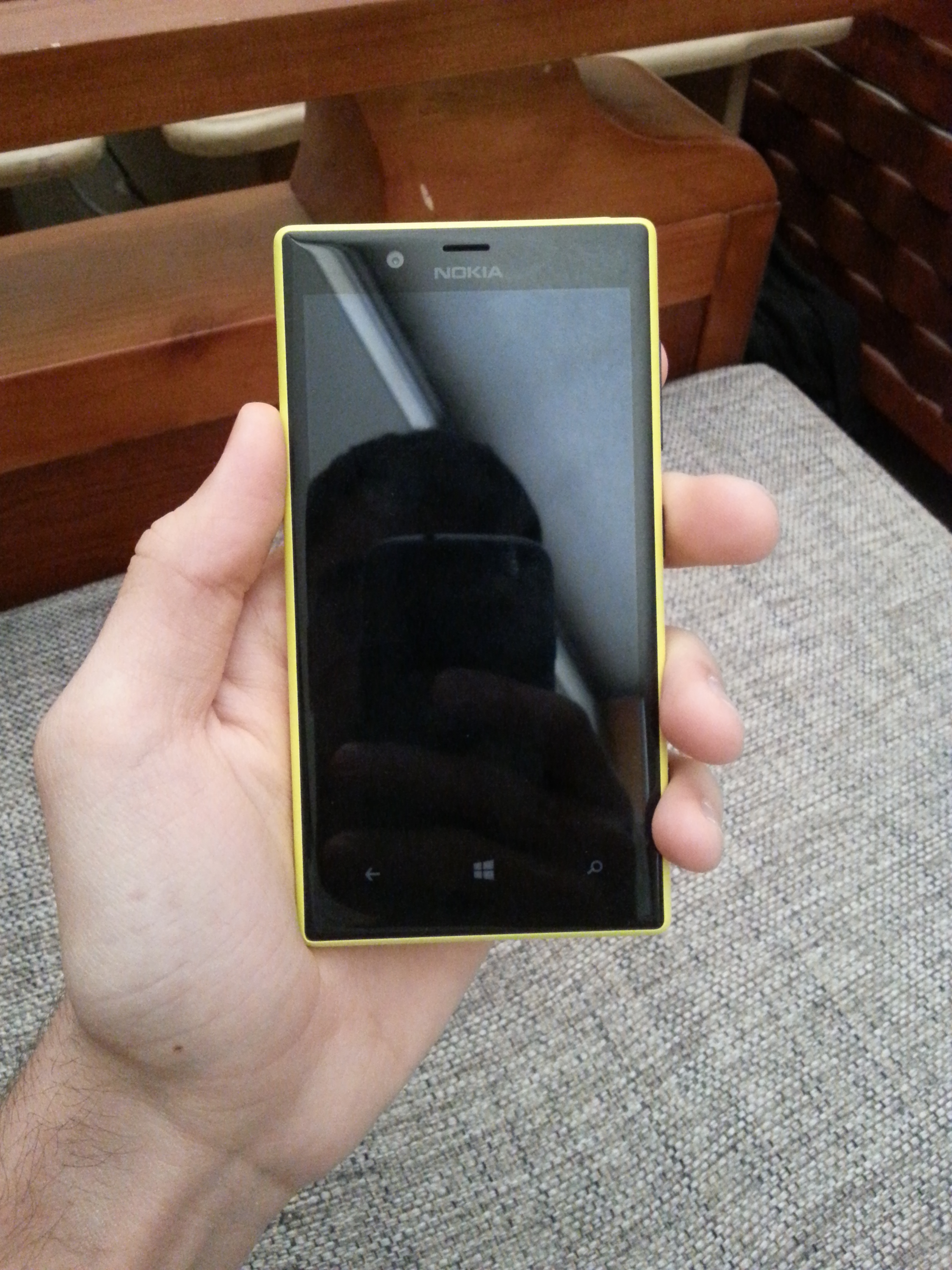
Nokia Lumia 720

Nokia Lumia 720 é um smartphone intermediário sucessor do Lumia 710, anunciado em fevereiro de 2013. Seu sistema operacional de fábrica é o Windows Phone 8, porém é possível atualizar para a versão mais recente, o Windows Phone 8.1 e no futuro vai ser possível atualizar para o Windows 10, porém nem todos os recursos vão estar disponíveis por se tratar de um smartphone um pouco antigo.